# Srbijanski nogometni savez
Srbijanski nogometni savez (srp.: Fudbalski savez Srbije, Фудбалски савез Србије) glavno je nogometno tijelo Srbije. 
Osnovan je 1919. u Zagrebu i pridružuje se FIFA-i dvije godine kasnije. Srbijanski nogometni savez je član UEFA-e od 1954.

## Vanjske poveznice
- Službena stranica